# الدوري التشيكوسلوفاكي 1986–87
الدوري التشيكوسلوفاكي 1986–87 هو الموسم 80 من الدوري التشيكوسلوفاكي ‏. أشرف على تنظيمه اتحاد جمهورية التشيك لكرة القدم، وكان عدد الأندية المشاركة فيه 16، وفاز فيه سبارتا براغ.